# Église Sainte-Thérèse-de-l'Enfant-Jésus de Bormla
Pour les articles homonymes, voir église Sainte-Thérèse-de-l'Enfant-Jésus.
L'église Sainte-Thérèse-de-l'Enfant-Jésus est une église catholique située dans la ville de Bormla, à Malte.

## Historique
Elle a été construite en 1625.